# Instituto de Energia e Meio Ambiente (IEMA)
O Instituto de Energia e Meio Ambiente (IEMA) é uma organização sem fins lucrativos, autônoma e independente. Ele produz conhecimento técnico-científico nas áreas de: energia e clima, qualidade do ar, redução de emissões de gases de efeito estufa e mobilidade urbana. Busca atuar em estreita cooperação e relacionamento com a sociedade civil organizada e o poder público.

## Sede
A sede da organização está situada em um escritório na Rua Artur de Azevedo, 1212 – 9º andar, em Pinheiros, São Paulo, SP.

## Histórico
O instituto foi criado para suprir uma lacuna de atuação técnica das organizações da sociedade civil. O primeiro foco de trabalho foi a melhoria da qualidade do ar. Até hoje, ele mantém a Plataforma de Qualidade do Ar. A ferramenta online é a única no país  a reunir dados de concentração de poluentes e a indicar as ultrapassagens dos padrões nacionais e das recomendações da Organização Mundial da Saúde (OMS).
Em seguida, O IEMA fez parte de uma cooperação técnica para a consolidação do decreto estadual 50.753/2006, que tornou obrigatória a compensação de emissões de poluentes atmosféricos em áreas que não atendem aos padrões de qualidade do ar no estado de São Paulo e estabeleceu medidas para redução das emissões.
O IEMA desenvolveu o Qualar, sistema de gestão de dados de monitoramento da qualidade do ar, e o doou  para a CETESB, marcando sua primeira iniciativa de suporte a um órgão estadual de meio ambiente.
Acompanhou a implantação da fase P7 (para veículos pesados) do Proconve, estabelecida em 2008 e em vigor desde 1º de janeiro de 2012.
Foi a organização da sociedade civil a fazer parte de um Grupo de Trabalho instituído pelo Ministério do Meio Ambiente para avaliar as emissões veiculares no Brasil: O 1º Inventário Nacional de Emissões Atmosféricas por Veículos Automotores Rodoviários analisa as emissões de 1980 a 2009.
Desde 2013, o IEMA anualmente atualiza e publica as estimativas das emissões brasileiras de gases de efeito estufa pelos setores de Energia e Processos Industriais. Os dados fazem parte do Sistema de Estimativas de Emissões de Gases de Efeito Estufa (SEEG), uma iniciativa do Observatório do Clima.
Outra atividade desenvolvida pelo IEMA, vinculada ao SEEG, é o apoio técnico ao Projeto de Mapeamento Anual da Cobertura e Uso do Solo do Brasil: o MapBiomas. O IEMA colabora incluindo dados georreferenciados associados à infraestrutura de transporte e energia (eletricidade e combustíveis) no Brasil.